# 粟飯原政永
粟飯原 政永（あいはら まさなが）は、戦国時代の武将。粟飯原政保の子。備後国神石郡土居城主。